# علی ستاوی
علی ستاوی (زادهٔ ۳ ژانویهٔ ۲۰۰۰) در شوش؛ بازیکن فوتبال اهل ایران است که در پست مدافع برای باشگاه فوتبال فولاد نوین خوزستان بازی می‌کند.
وی همچنین در تیم ملی فوتبال نوجوانان ایران بازی کرده‌است.

## دوران باشگاهی

### صنعت نفت آبادان
وی اولین بازی خود در لیگ برتر خلیج فارس را در هفته بیست و نهم لیگ برتر فوتبال ایران ۹۹–۱۳۹۸، مقابل باشگاه فوتبال شاهین بوشهر انجام داد.

## تیم ملی
وی همچنین ۵ بازی برای تیم ملی فوتبال نوجوانان ایران در جام جهانی فوتبال زیر ۱۷ سال ۲۰۱۷ انجام داد.